# Catocala concolorata
Catocala concolorata är en fjärilsart som beskrevs av Mcdunnough 1922. Catocala concolorata ingår i släktet Catocala och familjen nattflyn. Inga underarter finns listade i Catalogue of Life.